# Kurilské ostrovy
Kurilské ostrovy, též Kurily (rusky Курильские острова – Kuriľskije ostrova; japonsky クリル列島 – Kuriru rettó; v ainštině: Čupka, Kurumise), je vulkanické souostroví 56 ostrovů o celkové rozloze 10 355,61 km² (je možné se setkat také s jinými údaji, nejčastěji 15 600 km²) nalézající se mezi poloostrovem Kamčatka a japonskými ostrovy. Jejich prstenec tvoří východní hranici Ochotského moře a odděluje je tak od Tichého oceánu.
Kurilské ostrovy patří Rusku, přičemž jejich jižní část je nárokována Japonskem.

## Geografie

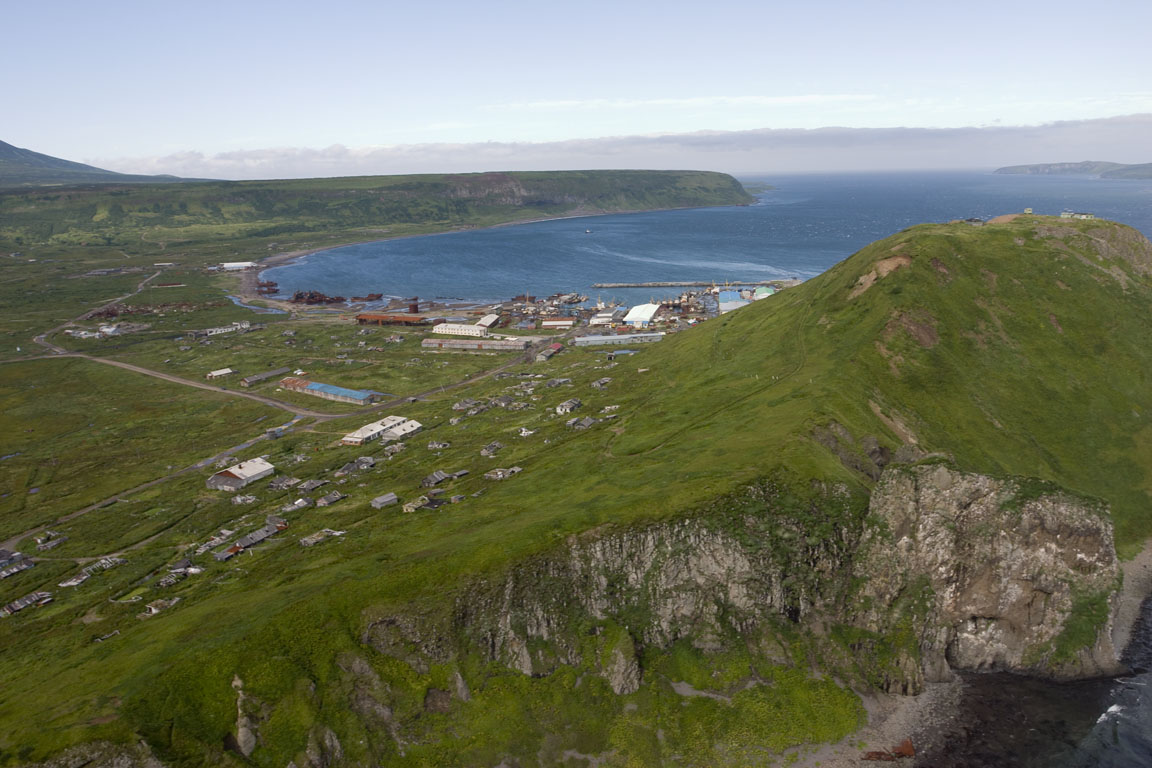
Ostrov Paramušir, přístav v Severo-Kurilsku. V roce 1952 zde stálo původní město, zničené třemi vlnami tsunami. Nově postavený Severo-Kurilsk na snímku není

Kurily se táhnou v délce 1 200 km mezi japonským ostrovem Hokkaidó na jihozápadě a Kamčatkou na severovýchodě. Nejvyšším bodem souostroví je Alaid (Ojakobajama) na Atlasově ostrově poblíž Kamčatky, která má výšku 2 339 metrů. Ostrovy mají vulkanický původ a představují výčnělky podmořského hřbetu, který se nachází na hranici tektonických desek, nad hladinou moře. Oblast je vulkanicky aktivní; ze sta známých vulkánů je 35 stále aktivních.
Flóra na ostrovech odpovídá jejich zeměpisné šířce, na severu jsou dřeviny druhově chudé (olše, bříza, vrba, jeřáb, zakrslá borovice), na jihu je druhů daleko více; jsou zde smíšené lesy s převažujícími jehličnany (jedle sachalinská, smrk ajanský, modřín kurilský), z listnáčů jsou zastoupeny duby, javory, jilmy a kalopanaxy. V podrostech je mnoho druhů bylin; areál bobulovin je rozšířen na celé souostroví. Roste zde přes 40 endemitů. Je zde několik přírodních rezervací, z nichž nejznámější jsou Kurilskij zapovědnik a Malyje Kurily.
Fauna je rozmanitá zejména pokud jde o ptáky (dlouhokřídlí, kachnovití, kormoránovití, buřňákovití, vrabcovití, sovy a dravci), z nichž mnozí zde tvoří rozsáhlé kolonie. Z velkých savců zde žije medvěd hnědý na ostrovech Kunašir, Iturup a Paramušin; na ostrově Šumšu byl v minulém století vyhuben. Pobřežní vody jsou bohaté na ryby a ze savců zde žijí tuleni kroužkovaní, vydry mořské, lachtani ušatí a kosatky dravé. Vody omývající Kurily jsou jedny z nejproduktivnějších oblastí světového oceánu.
Ostrovy se nalézají v subarktickém pásmu, léta jsou chladná a zimy studené. Klima se mění podle zeměpisné šířky, na severu chladnější, na jihu ovlivňované monzuny mírného pásu. Následující údaje jsou z ostrova Simušir, ležícího zhruba uprostřed souostroví: v únoru je průměrná teplota −4,4 °C, v srpnu 11,1 °C, celoroční 3,3 °C. Průměrný roční úhrn srážek je 1 570,0 mm, které jsou během roku víceméně rovnoměrně rozloženy s mírným maximem v létě. Díky obrovské vodní ploše po obou stranách souostroví je toto vystaveno divokým větrům a častým mlhám. V zimě všechny průlivy mezi ostrovy zamrzají s výjimkou Vriesova průlivu mezi ostrovy Urup a Iturup.

## Obyvatelstvo

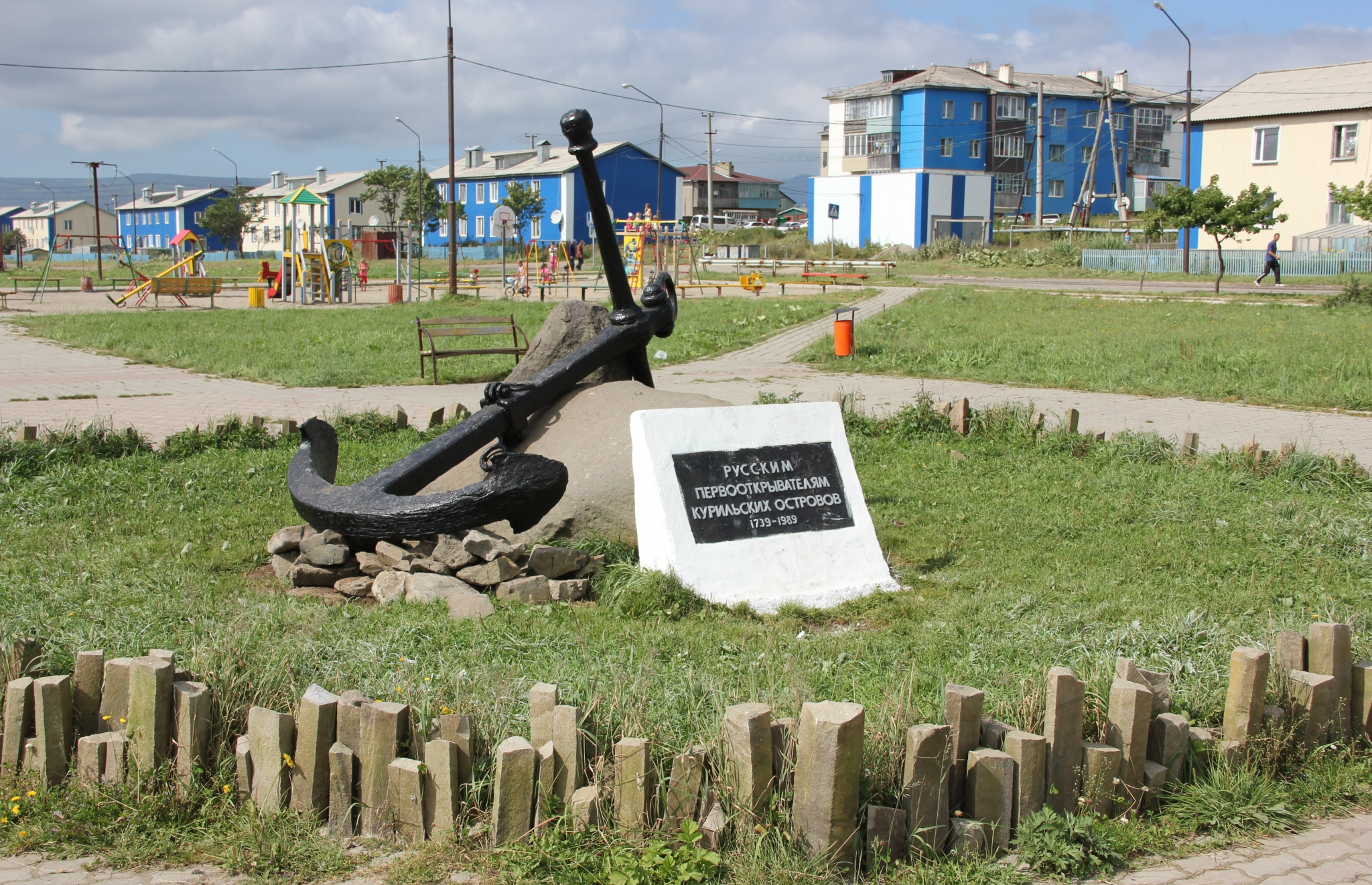
Památník ruských objevitelů Kurilských ostrovů, Južno-Kurilsk na ostrově Kunašir

Ostrovy jsou osídleny značně nerovnoměrně. Trvale jsou osídleny pouze ostrovy Paramušir, Iturup, Kunašir a Šikotan. Podle sčítání z roku 2010 zde žije celkem 19 395 obyvatel. Jsou převážně slovanského typu (Rusové, Bělorusové, Ukrajinci), zbytky původních etnik (Ainu) a některé další národnosti ve velmi malém měřítku (Japonci, Korejci, Tataři atd.).

### Sídla
Na ostrovech je 19 trvalých sídel (2010): dvě města (Severo-Kurilsk, Kurilsk), jedno sídlo městského typu (Južno-Kurilsk) a 16 vesnic. V sovětském období sem plynuly značné dotace a byly zde umístěny početné vojenské posádky, což pominulo v devadesátých letech 20. století. Proto došlo k odlivu obyvatel a nachází se zde množství opuštěných sídel, z nichž některá jsou dosud (2012) zakreslena na mapách. Nejvíce obydlených osad se nachází na Iturupu (Aktivnyj, Burevestnik, Gorjačije Kluči, Gornyj, Kitovyj, Kurilsk, Rejdovo, Senťabrskij, Slavnoje, Šumi-Gorodok, Vetrovoje, Žarkije Vody) dále na Kunaširu (Danilovo, Dubovaja, Golovnino, Gorjačij Pljaž, Južno-Kurilsk, Mendělejevo, Nazarovo, Otradnoje, Polino, Rudnaja, Sernovodsk, Ťatino, Treťjakovo), dvě na Šikotanu (Malokurilskoje, Krabozavodskoje) a jedna na Paramuširu (Severo-Kurilsk). Podrobnosti o největších sídlech uvádí tabulka níže:
| Sídlo          | ostrov    | počet obyvatel |
| -------------- | --------- | -------------- |
| Južno-Kurilsk  | Kunašir   | 5 833          |
| Severo-Kurilsk | Paramušir | 2 535          |
| Kurilsk        | Iturup    | 2 070          |

## Hospodářství
Nejvýznamnějším oborem je rybolov, díky bohatým lovištím po obou stranách souostroví, a zpracování ryb a mořských produktů (měkkýši – především krakatice, korýši, sumýši, ježovky a chaluhy).
Nacházejí se zde ložiska mnoha nerostů. Přírodní síra se těžila od počátku 20. století. Většina zdrojů se nevyužívá, přestože těžitelné zásoby rud jsou značné, především jde o železo (273 mil. t), titan (39,7 mil. t), stříbro (9 287 t), zlato (1 867 t) a rhenium, které se nachází v plynech sopky Kudrjavyj na Iturupu, kde je největší zdroj tohoto kovu na světě s roční kapacitou 36,7 t představující polovinu světové těžby. V Ochotském moři se předpokládají obrovská podmořská naleziště ropy a zemního plynu.
Souostroví má strategický význam nejen pro svůj hospodářský potenciál, ale i z vojenského hlediska. Jsou na něm umístěny ruské jednotky protivzdušné obrany celostátního významu. V jižní části je dislokována 18. střelecká divize s velitelstvím na Iturupu (Gorjačije Ključi) a posádkami na Kunaširu a Šikotanu. Na pobřeží se nacházejí pohyblivé raketové systémy vyzbrojené protilodními střelami. Mimo to jsou na ostrovech rozmístěny jednotky ruské Pohraniční stráže.
Dne 26. listopadu 2021 ruský premiér Michail Mišustin oznámil vytvoření svobodného celního území na Kurilských ostrovech, kdy budou místní podniky na 20 let téměř zcela osvobozeny od daní, rovněž nebude účtována daň z přidané hodnoty z transakcí se zbožím dovezeným ze třetích zemí. Do července 2022 osvobození od daní přilákalo na ostrovy 6 nových velkých společností, které chystají projekty v oblasti cestovního ruchu, poradenství, těžebního průmyslu a zpracování odpadu.

## Administrativní dělení

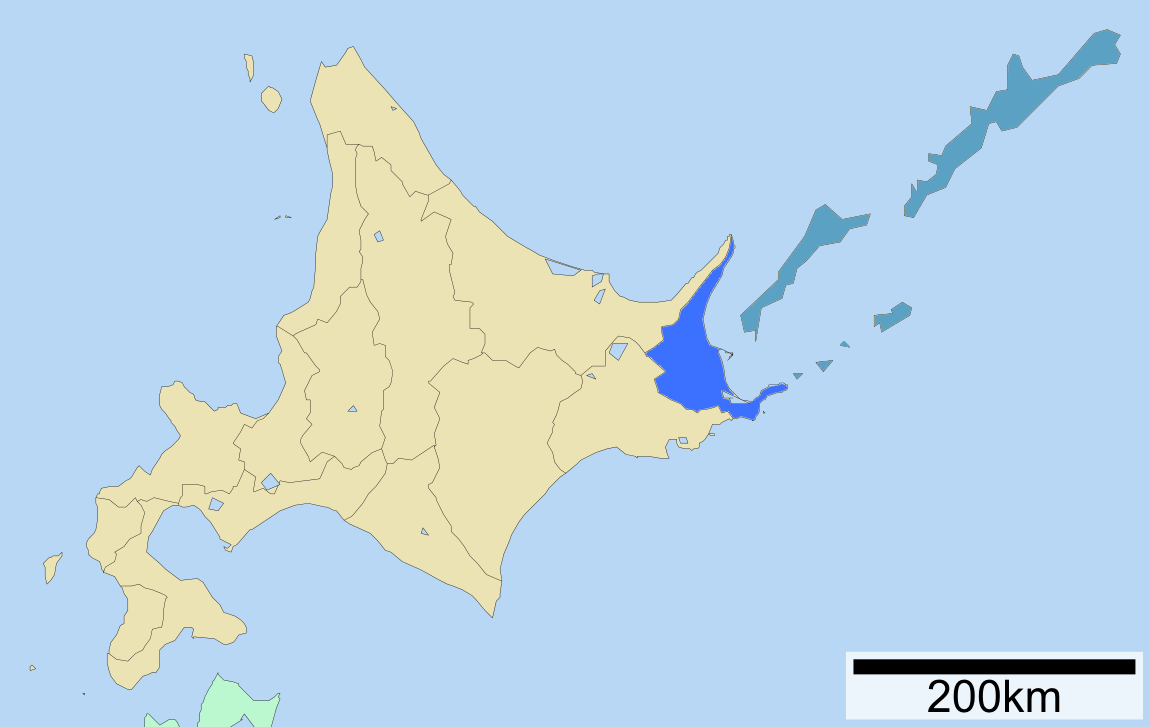
Administrativní dělení prefektury Hokkaidó
subprefektura Nemuro
sporná území

V rámci administrativního dělení Ruska spadají Kurily do Sachalinské oblasti a dělí se na tři městské okruhy:
Severokurilský3 501 km²; 2 535 obyv. v roce 2010
ostrovy Atlasův, Šumšu, Paramušir, Anciferův, Makanru, Onekotan, Charimukotan, Čirinkotan. Ekarma, Šiaškotan, Rajkoke, Matua, Rasšua, Ušiširské a Ketoj a všechny malé ostrovy poblíž nich.
Kurilský5 146 km²; 7 358 obyv. v roce 2010
ostrovy Iturup, Urup, Broughtonův, Čornyje Braťja, Simušir a všechny malé ostrovy poblíž nich.
Jihokurilský1 856 km²; 9 502 obyv. v roce 2010
ostrovy Kunašir, Šikotan a Habomajské a všechny malé ostrovy poblíž nich.
Jižní, sporné ostrovy považují Japonci za součást subprefektury Nemuro. Nazývají je „Severní teritoria“ (japonsky 北方地域 či 北方領土; Hoppó čiiki či Hoppó rjódo).

## Původ jména
Pojmenování ostrovů pochází z jazyka Ainu, kde kur, znamená stín nebo mrak, tedy mlžné nebo stinné ostrovy. Další teorie vycházející z tohoto jazyka vysvětlují význam podle základu slova kur, což znamená lidé, soukmenovci a kuru překládají jako člověk, který přišel odnikud.
Uvádí se též, že název pochází z ruštiny, podle kouřících sopek, které Rusové objevili z Kuril jako první.
V květnu 2022 navrhl ředitel ruské kosmické agentury Roskosmos Dmitrij Rogozin, aby souostroví bylo přejmenováno na rusky znějící jméno a také jednotlivé ostrovy, aby byly pojmenovány po ruských mořeplavcích a nebo lodích ruských objevitelů. Sám navrhl několik různých jmen pro přejmenování a vysvětlil, že skutečnost, že ostrovy nemají ruská jména vzbuzují pochybnosti, že souostroví patří Rusku. Tamní obyvatelé, představitelé sachalinské oblasti i odborníci na danou problematiku, ale zamítli přejmenovávání s tím, že většina názvů pochází od Ainuů, je potřeba k nim přistupovat s respektem a nijak nesouvisí s územním sporem mezi Ruskem a Japonskem.

## Historie

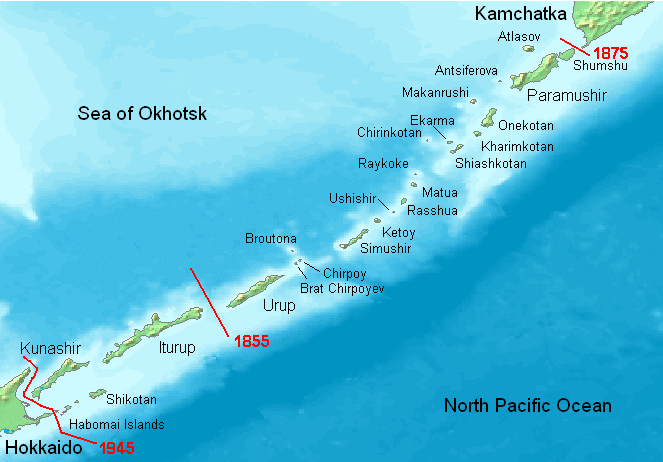
Průběh hranic během historie

Ostrovy byly původně osídleny etnikem Ainu, které však v drtivé většině padlo za oběť sporům mezi Ruskem a Japonskem o nadvládu nad ostrovy. První zprávy o ostrovech přinesla japonská výprava na Hokkaidó v r. 1635 a v roce 1644 byly zakresleny do mapy pod názvem Tisíc ostrovů. V roce 1643 sem jako první z Evropanů doplul Maarten Gerritsz Vries, po němž je pojmenován průliv mezi ostrovy Urup a Iturup, a ostrovy popsal, zakreslil do podrobné mapy a vyhlásil nad nimi nizozemskou svrchovanost. De Vries mylně považoval ostrov Iturup za severovýchodní cíp Hokkaida a ostrov Urup za součást amerického kontinentu. V Rusku se první zmínka o Kurilských ostrovech datuje do roku 1646, kdy kozák Nechoroško Ivanovič Kolobov, člen expedice Ivana Moskvitina k Ochotskému moři, hovořil o vousatých Ainech obývajících ostrovy. K severním Kurilám dorazila roku 1697 výprava kozáckého velitele Vladimira Atlasova. Za objevitele Kuril je pokládán sibiřský kozák Ivan Petrovič Kozyrevskij, který ostrovy během dvou expedic jako první zmapoval. V jeho objevech pokračoval v roce 1721 ruský geodet Ivan Michajlovič Jevrejnov, který sestavil podrobnou mapu Kuril. V průběhu 18. století Rusové postupovali na jih, dobývali místní osady a podrobovali si obyvatelstvo. V letech 1778 až 1779 přivedli do poddanství na 1 500 domorodců a téhož roku Kateřina II. osvobodila od daní všechny, kdo se jí poddali.
První setkání Rusů s Japonci v oblasti se uskutečnilo 19. června 1778 ve městě Akkeši na ostrově Hokkaidó, kam Japonci připluli obchodovat s Ainy. V té době si Japonci Hokkaidó ještě plně nepodmanili, ale postupně se přesouvali stále více na sever.
Evropské mocnosti šířily zvěsti, že Rusko má v úmyslu z Kurilských ostrovů zaútočit na Japonsko. Ruská vláda nebyla v oblasti tak vojensky silná, přála si proto mír a z toho důvodu na ostrovech nerozmístila vojenské posádky ani tam nepostavila žádná vojenská zařízení. Jižně od Urupu neměli Rusové žádnou skutečnou vojenskou moc. Japonci začali Ainy považovat za své poddané a podnikali proti nim výpady, mezi Ainy, kteří se cítili ruskými poddanými, protože jim bylo odpuštěno placení ruských daní, vznikala nespokojenost a volali ruské úřady o pomoc. Roku 1799 byly na příkaz japonské vlády na ostrovech Kunašir a Iturup vybudovány dvě vojenské základny pro ochranu japonských zájmů.
První vážná japonská invaze na Kurily se datuje do let 1786–87. Tehdy Japonci výhrůžkami přinutili ruské rolníky, aby opustili Kunašir a Iturup. Japonci na ostrovech poničili ruské kříže a místo nich tam postavili sloupy s nápisem „Toto je majetek Japonska“.
První diplomatická jednání o ostrovech byla vedena počátkem 19. století, ovšem k ujednání došlo až v roce 1855, kdy Rusko podepsalo s Japonskem Šimodskou dohodu, která deklarovala hranici mezi ostrovy Urup a Iturup. Roku 1875 se Rusko a Japonsko dohodly Petrohradskou smlouvou, že Japonci získají celé souostroví výměnou za postoupení Sachalinu Rusku. V mírové dohodě z Portsmouthu podepsané po rusko-japonské válce z let 1904 až 1905 přišlo ale poražené Rusko znovu o kontrolu nad jižní částí Sachalinu a zároveň se navždy zřeklo nároku na jižní Kurily. V srpnu roku 1945 došlo k sovětsko-japonské válce, při níž byly mimo jiné obsazeny Rudou armádou i Kurilské ostrovy. Sovětský svaz toto území anektoval v roce 1946 s odvoláním na Jaltské dohody a Postupimskou deklaraci, která vymezovala Japonsko pouze na ostrovy Honšú, Kjúšú, Šikoku a Hokkaidó. Téhož roku byl z Kurilských ostrovů zřízen jediný administrativní rajón se správním střediskem v Kurilsku. Poté, co bylo o rok později deportováno na 17 tisíc japonských obyvatel, byl tento rajón začleněn do Sachalinské oblasti. Tato administrativní úprava trvala až do roku 2006, odkdy platí současné dělení na tři okruhy. 
Sanfranciská mírová smlouva, kterou Japonsko v roce 1952 uzavřelo mír s většinou spojenců, nebyla Sovětským svazem podepsána. V roce 1956 byla podepsána společná sovětsko-japonská deklarace, která ukončila válečný stav, a obě strany se zavázaly pokračovat v jednáních s cílem uzavřít mír. Poté měl Sovětský svaz navrátit Japonsku Habomajské ostrovy a ostrov Šikotan. Platnost této deklarace Rusko roku 2004 potvrdilo, ale Japonsko požaduje i navrácení ostrovů Kunašir a Iturup a tak není mezi oběma státy podepsána žádná mírová smlouva a status jižní části Kurilských ostrovů zůstává sporný, což je hlavní překážkou v japonsko-ruských vztazích. 
Japonsko zakazuje svým občanům navštěvovat jihokurilské ostrovy na ruská víza, aby nepotvrdilo ruské právo na tyto ostrovy. Po ruské invazi na Ukrajinu začalo Japonsko mluvit o nelegální okupaci ostrovů ze strany Ruska a dá se očekávat, že své nároky bude více prosazovat. Dne 7. října 2022 Ukrajina uznala Kurilské ostrovy za japonské území okupované Ruskou federací.

## Jednotlivé ostrovy
| Název              | rusky      | japonsky   | přepis         | alternativní název                   | souřadnice                  |
| ------------------ | ---------- | ---------- | -------------- | ------------------------------------ | --------------------------- |
| Atlasovův ostrov   | Атласова   | 阿頼度島   | Ojakoba        | Araido-tó nebo Atorasova-tó          | 50°52′ s. š., 155°34′ v. d. |
| Šumšu              | Шумшу      | 占守島     | Šumušu-tó      |                                      | 50°45′ s. š., 156°21′ v. d. |
| Paramušir          | Парамушир  | 幌筵島     | Paramuširu-tó  | Horomuširu-tó                        | 50°23′ s. š., 155°41′ v. d. |
| Anciferovův ostrov | Анциферова | 志林規島   | Širinki-tó     |                                      | 50°12′ s. š., 154°59′ v. d. |
| Makanru            | Маканруши  | 磨勘留島   | Makanru-tó     |                                      | 49°46′ s. š., 154°26′ v. d. |
| Avos               | Авось      | 帆掛岩     | Hokkake        | Abóši-tó, Abosu-džima nebo Abosu-iwa | 49°43′ s. š., 154°6′ v. d.  |
| Onekotan           | Онекотан   | 温禰古丹島 | On'nekotan-tó  |                                      | 49°27′ s. š., 154°46′ v. d. |
| Charimukotan       | Харимкотан | 春牟古丹島 | Harumukotan-tó | Harimukotan-tó                       | 49°7′ s. š., 154°32′ v. d.  |
| Čirinkotan         | Чиринкотан | 越渇磨島   | Čirinkotan-tó  |                                      | 48°59′ s. š., 153°29′ v. d. |
| Ekarma             | Экарма     | 越渇磨島   | Ekaruma-tó     |                                      | 48°57′ s. š., 153°57′ v. d. |
| Šiaškotan          | Шиашкотан  | 捨子古丹島 | Šasukotan-tó   |                                      | 48°49′ s. š., 154°6′ v. d.  |

| Název                  | rusky                 | japonsky     | přepis           | alternativní název                         | souřadnice                        |
| ---------------------- | --------------------- | ------------ | ---------------- | ------------------------------------------ | --------------------------------- |
| Lovuški                | Ловушки               | 磨勘留島     | Muširi           | Muširu recugan                             | 48°33′ s. š., 153°51′ v. d.       |
| Rajkoke                | Райкоке               | 雷公計島     | Raikoke-tó       |                                            | 48°17′ s. š., 153°15′ v. d.       |
| Matua                  | Матуа                 | 松輪島       | Macuwa-tó        |                                            | 48°5′ s. š., 153°13′ v. d.        |
| Rasšua                 | Расшуа                | 羅処和島     | Rasucua-tó       | Rašowa-tó nebo Rašuwa-tó                   | 47°45′ s. š., 153°1′ v. d.        |
| Ušiširské ostrovy      | острова Ушишир        | 宇志知島     | Ušiširu-šotó     | Ušiči-šotó                                 |                                   |
| Ryponkiča              | Рыпонкича             | ?            | Ruiponkiča-tó    |                                            | 47°32′ s. š., 152°50′ v. d.       |
| Jankiča                | Янкича                | 南島         | Minamisima       | Jankiša                                    | 47°31′ s. š., 152°49′ v. d.       |
| Sredněvo               | Среднего              | 摺手岩       | Suredonebo-guntó |                                            | 47°35′ s. š., 152°53′ v. d.       |
| Ketoj                  | Кетой                 | 計吐夷       | Ketoi-tó         |                                            | 47°20′ s. š., 152°31′ v. d.       |
| Simušir                | Симушир               | 温禰古丹島   | Šimuširu-tó      |                                            | 46°58′ s. š., 152° v. d.          |
| ostrov Broutona        | Броутона              | 武魯頓島     | Buroton-tó       |                                            | 46°43′ s. š., 150°44′ v. d.       |
| Ostrovy Čornyje Braťja | острова Чёрные Братья | 雷公計島     | Čirihoj-šotó     |                                            |                                   |
| Čirpoj                 | Чирпой                | 知理保以島   | Čirihoj-tó       | Čerupoj-tó                                 | 46°31′30″ s. š., 150°52′30″ v. d. |
| Čirpojev               | Брат-Чирпоев          | 知理保以南島 | Čirihoj-nantó    | Čirihoiminami-tó nebo Čirihoi minami-džima | 46°27′47″ s. š., 150°48′25″ v. d. |

| Název   | rusky   | japonsky | přepis      | alternativní název | souřadnice                  |
| ------- | ------- | -------- | ----------- | ------------------ | --------------------------- |
| Urup    | Уруп    | 得撫島   | Uruppu-tó   |                    | 45°54′ s. š., 149°59′ v. d. |
| Iturup  | Итуруп  | 択捉島   | Etorofu-tó  |                    | 45° s. š., 147°53′ v. d.    |
| Kunašir | Кунашир | 国後島   | Kunaširi-tó |                    | 44°5′ s. š., 145°59′ v. d.  |

| Název              | rusky           | japonsky | přepis          | alternativní název           | souřadnice                        |
| ------------------ | --------------- | -------- | --------------- | ---------------------------- | --------------------------------- |
| Šikotan            | Шикотан         | 色丹島   | Šikotan-tó      |                              | 43°48′ s. š., 146°45′ v. d.       |
| Habomajské ostrovy | острова Хабомай | 摺手岩   | Habomaj-guntó   | Habomaj-šotó                 |                                   |
| Polonského ostrov  | Полонского      | 多楽島   | Taraku-tó       |                              | 43°38′ s. š., 146°19′ v. d.       |
| Lisji              | Лисьи           | ?        | Kaiba-tó        |                              | 43°34′10″ s. š., 146°24′7″ v. d.  |
| Šiški              | Шишки           | ?        | Kabutó-džima    |                              | 43°34′36″ s. š., 146°25′49″ v. d. |
| Zeljonyj           | Зелёный         | 志発島   | Šibocu-tó       | Šibacu-tó                    | 43°30′ s. š., 146°8′ v. d.        |
| Tanfilevův ostrov  | Танфильева      | 水晶島   | Suišódžima      | Suišó-tó                     | 43°26′ s. š., 145°55′ v. d.       |
| Signalnyj          | Сигнальный      | 貝殻島   | Kaigaradžima    |                              | 43°23′2″ s. š., 145°51′34″ v. d.  |
| Jurij              | Юрий            | 勇留島   | Juri-tó         |                              | 43°25′ s. š., 146°4′ v. d.        |
| Ďominovy ostrovy   | Дёмина          | 春苅島   | Harukari-tó     |                              | 43°25′ s. š., 146°10′ v. d.       |
| Anučina            | Анучина         | 秋勇留島 | Akijuri-tó      |                              | 43°22′ s. š., 146° v. d.          |
| Storoževoj         | Сторожевой      | 萌茂尻島 | Moemoširi-džima | Moemoširi-tó nebo Moeširi-tó | 43°23′4″ s. š., 145°53′31″ v. d.  |

## Argumenty ve sporu o Kurily
Rusko i Japonsko mají mnoho argumentů na podporu tvrzení, že Kurily mají být právě jejich. Jako nejvýznamnější argumenty se dají popsat tyto:

### Ruské argumenty[22][23]
- Původní obyvatelé ostrovů jsou Ainové, kteří z antropologického hlediska nemají nic společného s Japonci. Ainové dobrovolně přijali ruskou nadvládu, postupně přijímali křesťanství a požádali Rusko o ochranu před Japonci. Japonci napadli Kurily, kde prováděli etnické čistky a zdecimovali původní domorodce. Proto nemají morální právo na vlastnictví souostroví.
- Kurily jsou třetí osoba minulého času slovesa kuriť (kouřit). Toto jméno dali ostrovům ruští mořeplavci, když viděli kouř z kurilských sopek. Vladimir Atlasov byl první, kdo Kurilské ostrovy objevil, a to již v roce 1697.
- Během druhé světové války bylo Japonsko věrným spojencem Německa. SSSR musel na Dálném východě nasadit více než jeden milion vojáků, jejich absence na německé frontě výrazně zvýšila ruské ztráty. Japonsko mělo ambice obsadit celý ruský Dálný východ až po Ural.
- Japonsko bylo ve druhé světové válce poraženo a má za to platit stejně jako Německo, které postoupilo své území SSSR a Polsku a nedělá si žádné územní nároky na své ztracené území. Pokud se vrátí Japonsku nějaké území, může se stát, že si Německo bude nárokovat například Kaliningrad.
- Když budou postoupeny Kurily Japonsku, mohou si tam Spojené státy postavit vojenské základy a tím připravit Rusko o kontrolu Ochotského moře. De facto tím bude narušena bezpečnost Ruska jako celku.
- Postoupení ostrovů způsobí nepokoje v ruské společnosti, která by mohla označit ruské politické vůdce za zrádce. Postoupení souostroví by bylo urážkou padlých ruských vojáků, kteří by pak zbytečně bojovali ve válce.

### Japonské argumenty[22][23]
- Kurily se dostaly pod japonskou jurisdikci na přelomu 16. a 17. století, zatímco Rusové se na ostrovech objevili až v 18. století. Rusové používali ostrovy jen k lovu vyder nebo ryb a k čerpání ostrovních surovin. Japonci naopak od počátku prováděli kolonizaci ostrovů, budování infrastruktury. Vše vybudovali Japonci, proto Rusové nemají na toto území žádné historické právo.
- Na celém území Kuril žije jen 16 800 ruských občanů, což je méně než 3 osoby na čtvereční míli. Většina Rusů na Kurilech žije na okraji civilizované společnosti, v bídě a chudobě. Ruská vláda se o tyto své občany nijak nestará a nijak je nepodporuje. Pod japonskou správou jim bude lépe a dočkají se rozvoje svých měst a osad.
- Japonsko je přelidněné a zoufale potřebuje Kurilské ostrovy k rozšíření životního prostoru. Japonci slibují, že nebudou Rusy žijící na ostrovech vyhánět, jak to udělala sovětská vláda, která vysídlila po druhé světové válce všechno japonské obyvatelstvo z Kuril. Pokud se někteří Rusové rozhodnou přestěhovat z Kuril zpět do Ruska, japonská vláda jim poskytne kompenzace, pomůže jim v Rusku koupit domy, založit podnikání a nebo získat vysokoškolské vzdělání.
- Pokud Rusko postoupí ostrovy Japonsku, navždy to vyřeší tento územní problém. Okamžitě bude podepsána mírová smlouva, která zlepší bilaterální, ekonomické a politické vztahy mezi Japonskem a Ruskem. Rusko bude moci ve zvýšené míře využívat japonské investice na celém ruském Dálném východě, což zvedne životní úroveň všech Rusů.
- Podle smlouvy podepsané v roce 2004 ruským prezidentem Putinem, Rusko postoupilo Číně několik velkých ostrovů na řece Amur, aniž by cokoliv od Číny naopak získalo. Když bylo možno postoupit ruské území Číně, proč by to nešlo s Japonskem.

## Galerie

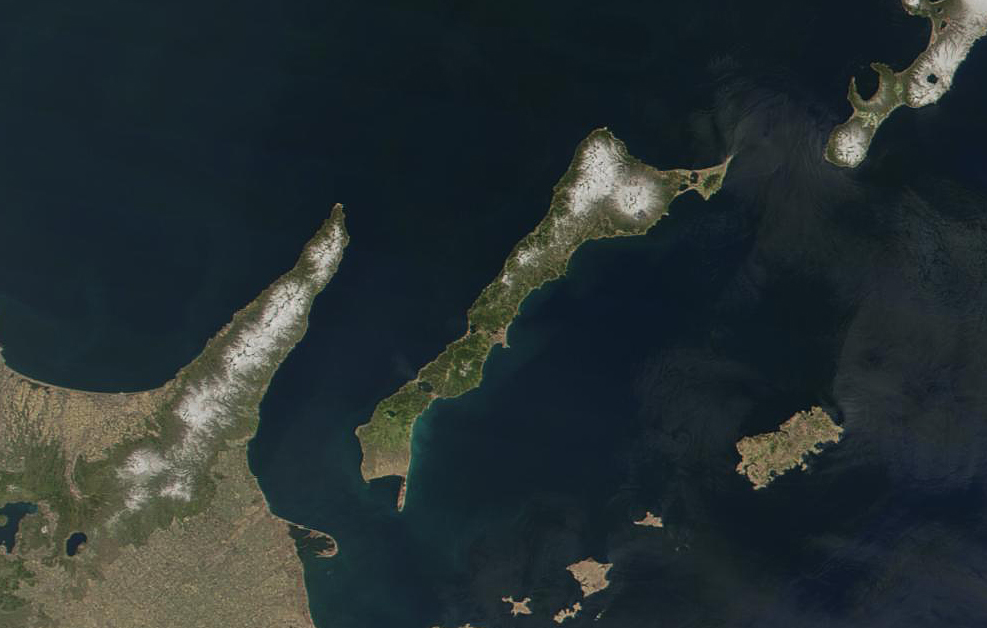
Nejjižnější, sporná část Kuril
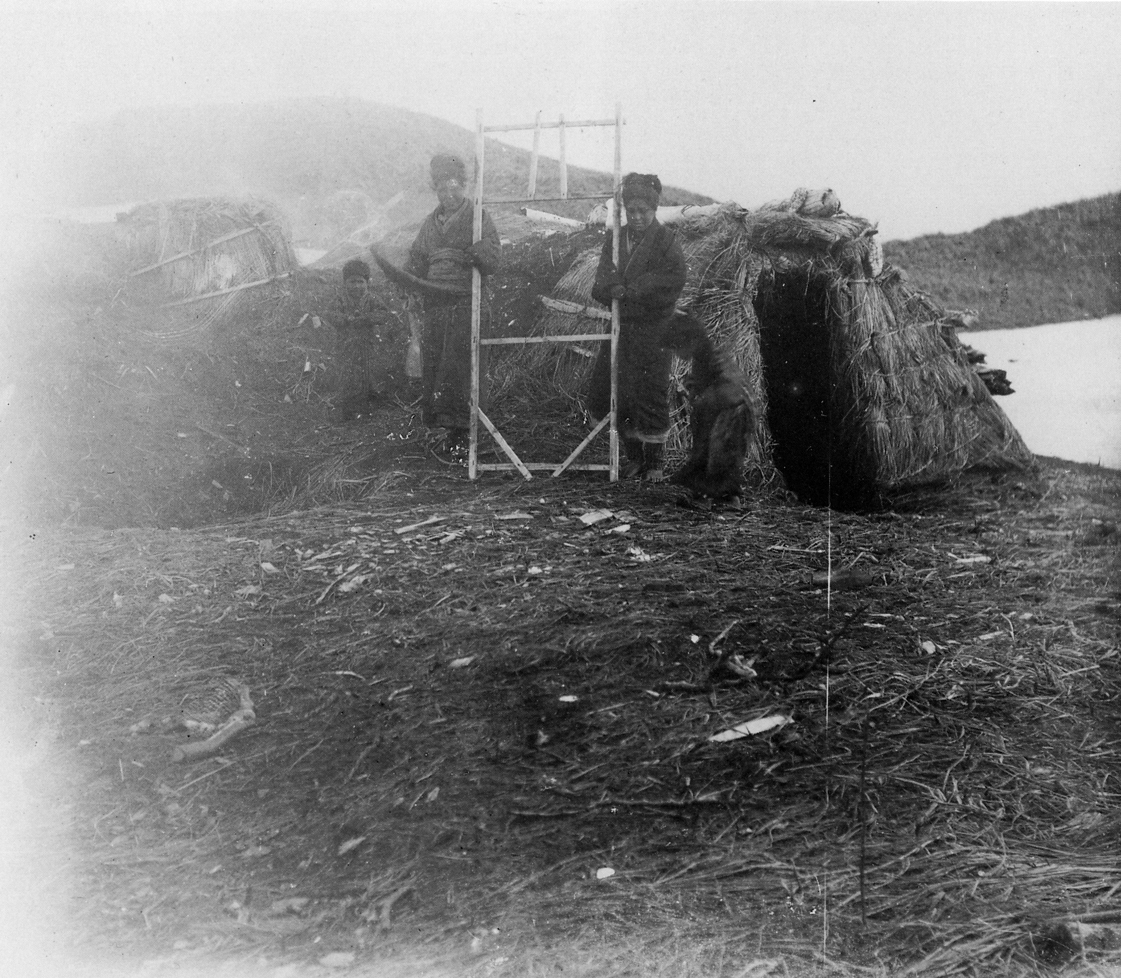
Kurilští Ainuové před tradičním obydlím – zemnicí
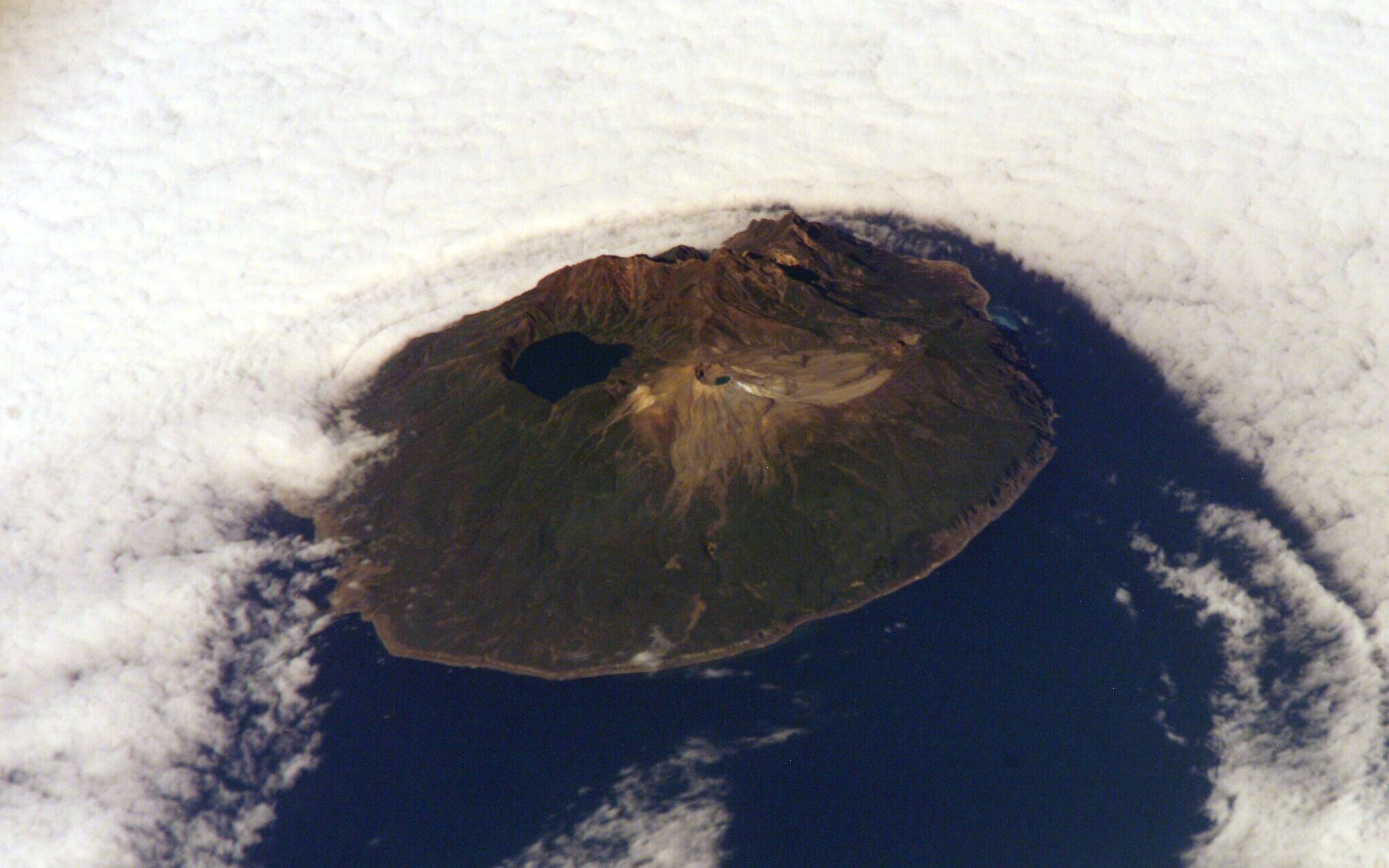
Ketoj
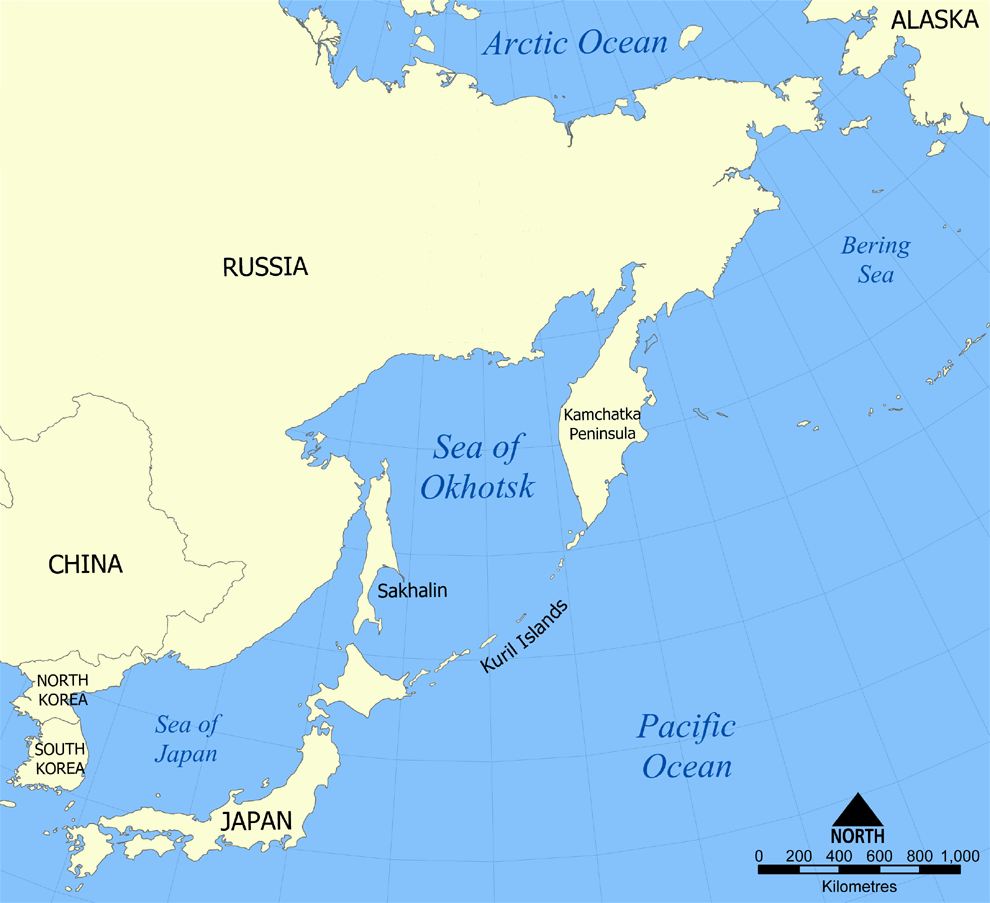
Schematická mapa ostrovů